# Filial
Una filial o subsidiaria de una compañía, empresa, corporación o sociedad de responsabilidad es una entidad controlada por otra entidad llamada matriz o, en ciertos modelos, holding.

## Descripción
La razón de esta distinción es que una compañía por sí sola no puede ser filial de una organización. Solo una entidad representando una ficción legal como una entidad separada puede ser una filial. Si bien los individuos tienen la capacidad para actuar por su propia iniciativa, una entidad de negocios solo puede actuar a través de sus directores, oficiales y empleados.
Es muy utilizada para implantarse en nuevos mercados, donde la empresa madre todavía no desarrolla su actividad.
Una filial es una compañía mercantil creada según las normas del estado donde se establece con aportación de capital por parte de otra empresa, que es quien posee un porcentaje de acciones mayoritario y, por tanto ejerce el control. Las filiales tienen personalidad jurídica propia, independiente de la matriz.
Una filial también puede tener filiales, y estas a su vez, pueden tener filiales propias. Una compañía madre y todas sus filiales son denominadas un grupo, aunque este término también puede aplicarse a empresas que cooperan y a sus filiales con variados grados de propiedad compartida. Cuando la filial no está compartida por dos o más empresas, se denomina «wholly owned» (totalmente controlada). 
La empresa filial solo puede actuar siguiendo las directrices marcadas por los responsables de su holding, si bien a efectos de regulación y pago de impuestos son consideradas entidades independientes de la empresa matriz.
Las filiales son entidades separadas, distintas legalmente para propósitos de impuestos y regulación. Por esta razón difieren de las divisiones, las cuales son negocios totalmente integrados dentro de la compañía principal, y no legalmente o de otra manera distintas de ella. En contraste, una empresa filial inoperativa existiría en el papel solamente (es decir acción, los enlaces, los artículos de la incorporación) y utilizaría la acción de la identidad del holding.
Aunque la palabra «filial» a menudo se usa como sinónimo de sucursal —como es en efecto su significado en otros idiomas—, en español no tiene la misma acepción, siendo esta última una entidad (normalmente oficina o punto de venta) perteneciente legalmente a la empresa a la que representa. Por tanto, a diferencia de la relación filial/empresa matriz, sería correcto hablar de una relación sucursal/sede central.

## Razones por las que una compañía tiene filiales
- Organización: un           conglomerado demasiado grande puede ser difícil de gestionar mediante una empresa única. Contar con filiales permite encapsular los distintos negocios con mayor facilidad.
- Riesgo: muchos negocios utilizan filiales para prevenir el riesgo. Es utilizada en el caso de que la compañía madre esté en riesgo y la compañía filial tome la responsabilidad de la compañía madre.
- Adquisición: cuando una compañía adquiere a otra, la compañía adquirida se llama filial de la compañía que la adquirió. Por tanto, es más fácil vender parte de una empresa a otra cuando la empresa a vender es legalmente una empresa filial.
- Regulación: la ley puede requerir a una compañía con ciertas actividades a través de una entidad distinta. Los ejemplos incluyen actividades bancarias o la operación de servicios tales como electricidad o telecomunicaciones. Como las filiales son entidades legales distintas, éstas aseguran el acceso completo de los resultados financieros de estos negocios y las aíslan de las otras actividades de su grupo.
- Territorios: un grupo, particularmente uno multinacional, crea filiales en muchas jurisdicciones para prevenir la confusión de sus clientes.
- Impuestos: los impuestos todavía se conducen en gran parte en líneas nacionales. Los negocios multinacionales pueden por lo tanto establecer filiales en cada jurisdicción para reunir todas sus actividades en esa jurisdicción.
- Financiero: Diversificar la inversión de tal manera que si presentan problemas en una de ellas las otras podrían quedar a buen recaudo, así también se distribuye a los empleados con la finalidad de controlar y evitar que se formen sindicatos muy grandes.

## Control
La palabra «control» usado en la definición de «filial» se toma generalmente para incluir control práctico y teórico. Así, la referencia a un cuerpo que «controle la composición» del órgano de administración de otro cuerpo sea una referencia al control en principio, mientras que la referencia a ser puede echar más que la mitad de los votos en una reunión general, si legalmente es ejecutorio o no, refiere a energía teórica. El hecho de que una compañía tiene un holding menor del 51% es porque los holdings de otras se dispersan extensamente, da control eficaz no es bastante para dar esa compañía el «control» con el fin de determinar si es una filial.

## Fiscalidad de una filial
En materia de fiscalidad, una filial se rige por las leyes del país donde reside; en este ámbito, las filiales que operan en España están sometidas al impuesto sobre sociedades, con los beneficios propios para empresas pequeñas. Ahora bien, cuando la filial reparta dividendos a los socios, que serán sociedades extranjeras, se tratará de dividendos obtenidos por sociedades no residentes, que deberán pagar impuestos con carácter general vía retención.